# Sarah Monette
Sarah Monette – amerykańska pisarka i krytyk literacki, specjalizująca się w fantasy i horrorze, autorka opowiadań oraz powieści, pisanych samodzielnie lub we współpracy z innymi autorami. Publikuje także pod pseudonimem Katherine Addison.

## Życiorys
Sarah Monette urodziła się i wychowała w Oak Ridge w stanie Tennessee, jednym z miast związanych z Projektem Manhattan. Studiowała filologię klasyczną i anglistykę, uzyskała doktorat z literatury angielskiej na uniwersytecie stanowym w Wisconsin. Od roku 2003 publikowała opowiadania w antologiach i czasopismach literackich, jako powieściopisarka zadebiutowała w roku 2005. W roku 2003 otrzymała nagrodę Spectrum Award za opowiadanie Three Letters from the Queen of Elfland. W roku 2007 nominowana do nagrody Johna W. Campbella dla najlepszego nowego autora fantastyki. Powieść The Goblin Emperor zdobyła w 2015 roku Nagrodę Locusa dla najlepszej powieści fantasy, była również nominowana do nagród Nebula, Hugo i World Fantasy.

## Twórczość

### Powieści
Doktryna Labiryntów:
- Mélusine (Ace Books, 2005), ISBN 978-0-441-01417-0
- The Virtu (Ace Books, 2006), ISBN 978-0-441-01516-0
- The Mirador (Ace Books, 2007), ISBN 978-0-441-01500-9
- Corambis (Ace Books, 2009)

Iskryne
- A Companion to Wolves (Tor Books 2007, ISBN 978-0-7653-1816-9 (wspólnie z Elisabeth Bear)
- The Tempering of Men (z Elizabeth Bear) (Tor Books, 2011)
- An Apprentice to Elves (z Elizabeth Bear) (Tor Books, 2015)

Jako Katherine Addison
- The Goblin Emperor (Tor Books, 2014)

### Opowiadania
- The Bone Key (zbiór opowiadań), Prime Books 2007, ISBN 978-0-8095-5777-6

Inne opowiadania:
- "Draco Campestris", [w:] Strange Horizons 2006
- "A Gift of Wings", [w:] The Queen in Winter, Ace Books, 2006, s. 247-312, ISBN 0-425-20772-2
- "The Half-Sister", [w:] Lady Churchill’s Rosebud Wristlet 15 (styczeń 2005), s. 25-27
- "The Ile of Dogges" (wraz z Elizabeth Bear), [w:] Æon 7 (maj 2006).
- "Katabasis: Seraphic Trains", [w:] Tales of the Unanticipated 27 (2006), s. 8-20
- "Letter from a Teddy Bear on Veterans' Day", [w: ] Ideomancer 5.3, (2006)
- "A Light in Troy", [w:] Clarkesworld Magazine 1 (2006)
- "National Geographic On Assignment: Mermaids of the Old West" [w:] Fictitious Force 2 (2006), s. 18.
- "A Night in Electric Squidland", [w:] Lone Star Stories 16 (2006)
- "Queen of Swords",oryginalnie [w:] AlienSkin (2003)
- "The Séance at Chisholm End" [w:] Alchemy 3 (2006), s. 56-68
- "Sidhe Tigers" [w:] Lady Churchill’s Rosebud Wristlet 13 (2003), s. 58.
- "Straw", [w:] Strange Horizons (2004)
- "Three Letters from the Queen of Elfland" [W:] "Lady Churchill’s Rosebud Wristlet" 11 (2002), s. 20-27
- "Under Beansidhe's Pillow"

### Teksty krytyczne
- It Harrows Me with Fear and Wonder: Horror and Haunting in Early Modern Revenge Tragedy (dysertacja doktorska)
- "Doing Tolkien Wrong: Why Fantasy Shouldn't Follow in Tolkien's Footsteps" [in:] Reflection's Edge (marzec 2005)
- "The Importance of Maps", [w:] The Broadsheet (2006)
- "Still Seeking Chloe and Olivia: How to Write Strong Female Characters", [w:] Reflection's Edge (kwiecień 2005).
- "Speaking and Silent Women in Upon Appleton House", [w:] SEL: Studies in English Literature 1500-1900 42:1 (2002), s. 155-71).
- "Toward a Praxis of World-Building", [w:] Concussed, London: Concussion, 2006, s. 43-46

## CyklDoktryna Labiryntów: treść i charakterystyka
Akcja powieści dzieje się w fikcyjnym świecie, w tym przede wszystkim w mieście Mélusine i znajdującej się w jego obrębie cytadeli magów zwanej Mirador. Narracja prowadzona jest w pierwszej osobie, na zmianę przez dwu głównych bohaterów: dekadenckiego i sarkastycznego, obracającego się wśród elity miasta maga Feliksa Harrowgate'a i pochodzącego z nizin społecznych złodzieja Mildmaya zwanego Lisem (Mildmay the Fox). W trzecim tomie cyklu, Mirador, dochodzi jeszcze głos Mehitabel, aktorki i eks-szpiega, kochanki Mildmaya, a w tomie czwartym, Corambis, poznajemy świat oczami Kaya Brightmore, Margrabiego Rothmarlin. Różnice między sposobem wysławiania się i widzenia świata przez protagonistów, często relacjonujących te same wydarzenia, są jedną z najbardziej znaczących cech stylistycznych powieści.
Fabuła I części cyklu, Mélusine, koncentruje się wokół ujawnienia skrywanych tajemnic Feliksa, pierwszego spotkania Feliksa i Mildmaya, obłędu tego pierwszego spowodowanego przez złego maga Malkara Gennadiona i zniszczenia przez Feliksa na rozkaz Melkara magicznego kryształu zwanego Virtu, chroniącego miasto. Feliks i Mildmay okazują się przyrodnimi braćmi, synami tej samej matki. W części II, Virtu, bohaterowie wracają do Mélusine, jako że Feliks ma nadzieję, że uda mu się naprawić Virtu i odzyskać dobre imię. W III części cyklu, zatytułowanej Mirador, Feliks, odzyskawszy moc i pozycję, mierzy się z tajemnicą labiryntów i z magią świata snów, podczas gdy Mildmay usiłuje znaleźć swoje miejsce w społeczeństwie, a Mehitabel zostaje zmuszona do powrotu do swej szpiegowskiej profesji, mając jednocześnie na głowie problemy trupy teatralnej, w której jest pomniejszą gwiazdą. IV część cyklu, Corambis, skupia się na losach Feliksa po wygnaniu z Mélusine.
Cykl formalnie należy do gatunku high fantasy, posiadając wiele jego wyznaczników, takich jak epicka tematyka, skupienie się na konflikcie bohaterów z siłami zła, nieprezentującymi czarną magię, magia jako ważny element świata przedstawionego i czarodzieje, zwani w tym świecie hokusami, jako główne postacie. Nietypowe dla gatunku jest położenie przez autorkę nacisku na psychologię postaci i relacje między nimi, jak również użycie w pierwszoosobowej narracji współczesnego, nowoczesnego języka, w tym po części slangu. Zarówno Feliks, manipulator i egocentryk nękany obłędem i homoerotycznymi obsesjami, jak i pozbawiony ogłady, zakompleksiony i niewykształcony, a przy tym fizycznie okaleczony Mildmay z jego przeszłością złodzieja i zabójcy bliżsi są antybohaterom niż typowym herosom świata fantasy. Nietypowe dla gatunku jest też skupienie się autorki na odważnych obyczajowo motywach homoseksualnej erotyki i kazirodczej fascynacji Feliksa Mildmayem. Istotnym elementem świata przedstawionego jest opis miasta Mélusine, inspirowany z jednej strony historycznymi miastami Europy, z drugiej - powieściami Charlesa Dickensa.